# ناحیه سون هیکوری، شهرستان کولز، ایلینوی
ناحیه سون هیکوری (به انگلیسی: Seven Hickory Township) یک منطقهٔ مسکونی در ایالات متحده آمریکا است که در شهرستان کولز، ایلینوی واقع شده‌است. ناحیه سون هیکوری ۲۰۷ متر بالاتر از سطح دریا واقع شده‌است.